# 松前勘解由
松前 勘解由/崇效（まつまえ かげゆ/たかのり）は、江戸時代後期の松前藩家老。蠣崎波響の孫。
マシュー・ペリーの箱館来航時に松前藩の代表として応接、名を高める。その後、筆頭家老として、外様大名ながら寺社奉行および老中を勤めた主君・松前崇広を支えるが、大政奉還後、勘解由の藩運営に不満を抱く尊王派の正義隊によるクーデターで失脚し自刃した。

## 経歴

### 生い立ち

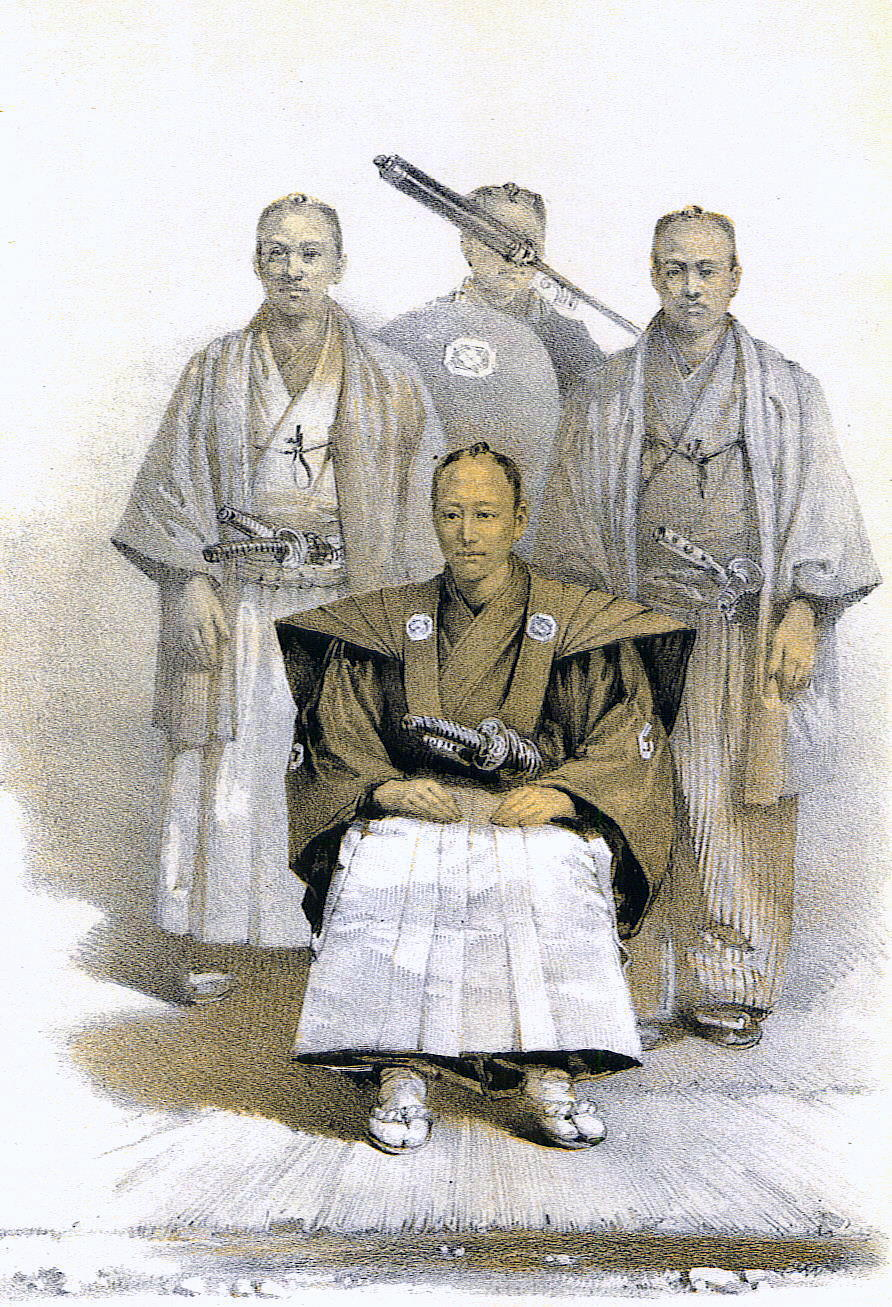
松前勘解由と従者像。元の写真（1854年、ペリーの箱館来航時に撮影）は日本最古の銀板写真の一つで重要文化財。

蠣崎広年（波響）の長男で家老を勤めた、将監流蠣崎家・蠣崎広伴（波鶩）の次男として誕生。筆頭家老である斎藤流松前家・松前内蔵（広純）のお気に入りとなり、内蔵は才能に欠ける嫡男・広重を廃嫡。勘解由は広重の長女と結婚し、養嗣子となる。
天保14年（1843年）、前年に内蔵が藩主・昌広の怒りを買い蟄居処分を受けたため、家督を継ぐ。嘉永2年（1849年）、松前崇広の藩主就任に伴い内蔵が筆頭家老に復帰したのに併せ、奥用人に登用される。内蔵が死去した翌年の嘉永6年（1853年）、家老格に昇進する。

### ペリーの箱館来航

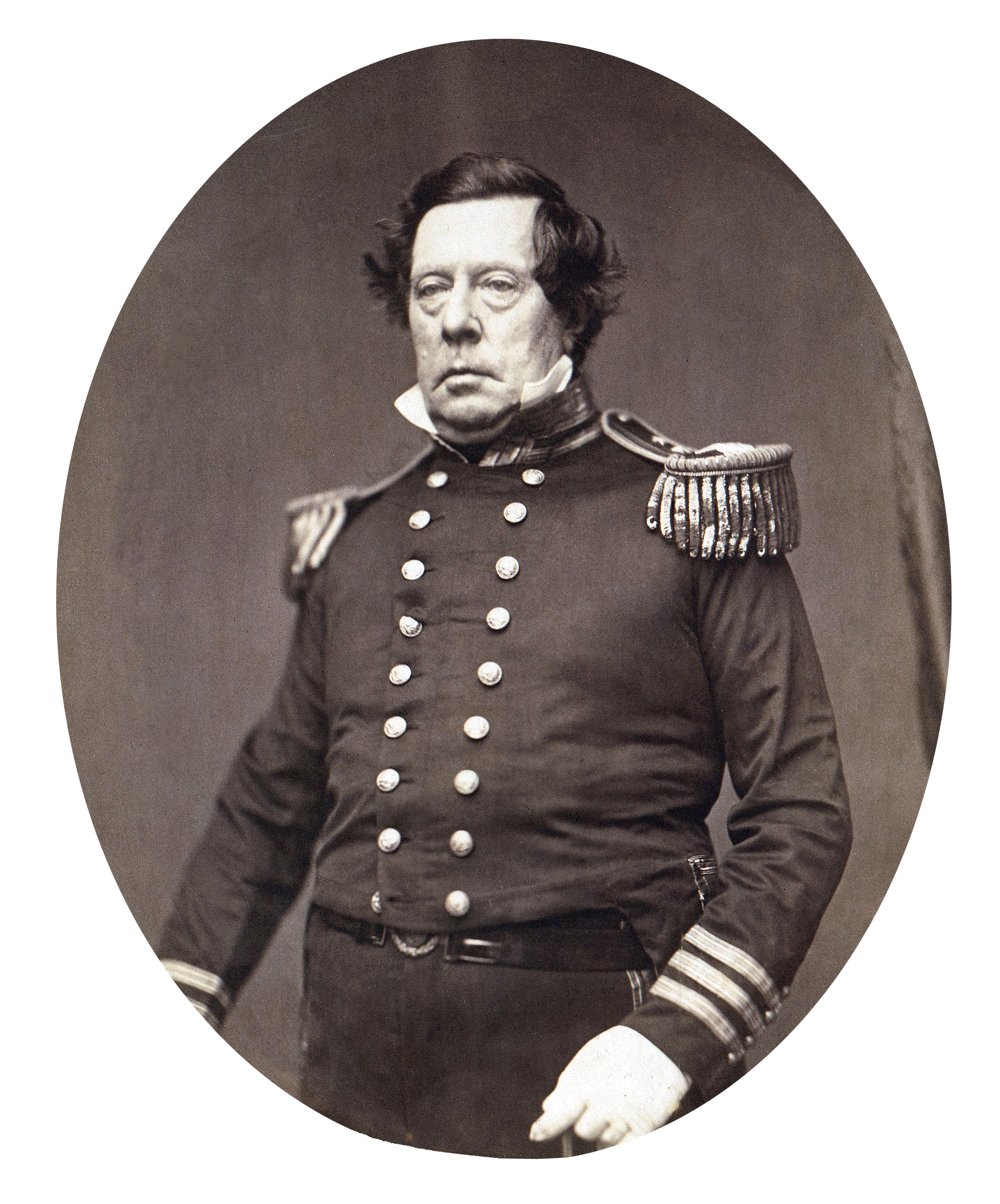
マシュー・ペリー

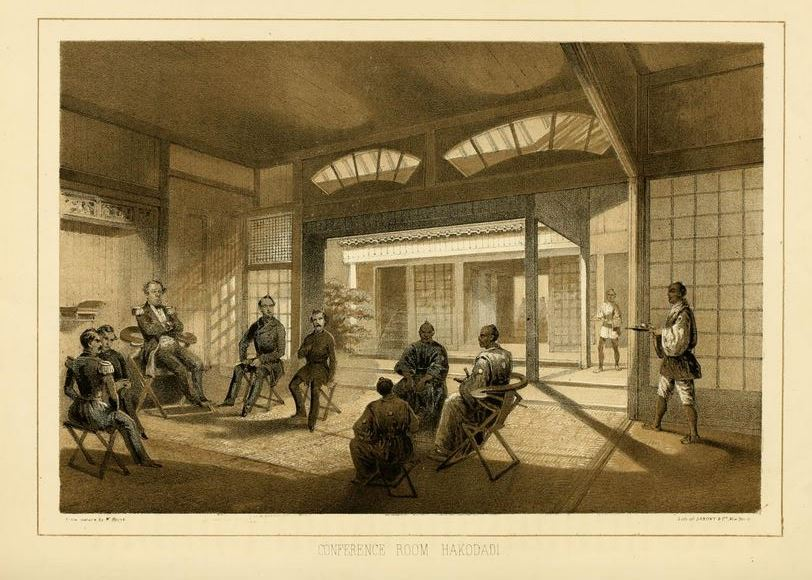
箱館におけるペリーと松前勘解由の会談

嘉永7年4月（1854年5月）、日米和親条約を締結したペリーが箱館に来航した際、主席応接使を勤める。ペリー艦隊の主な目的は箱館港の視察であったが、箱館入港後、アメリカ側は箱館港に関する取り決めを松前藩に求めてきた。ところが、松前藩は幕府から諸事穏便に済ませよと命じられていただけで、ペリーの目的を知らされていなかった。4月23日にようやく箱館開港を伝える飛脚が届いたものの、日米和親条約については伝えられておらず、アメリカ側から条文を示されて初めて具体的内容を知る始末であった。
4月23日（1854年5月19日）、勘解由はミシシッピ号を訪問、ペリーと会談。ペリーは松前藩主が出席しないことに関し不満を示したが、勘解由は、藩主が松前を離れることは不可能なため自分が全権委任を受けていると答えると共に、条約は来年発効にもかかわらず、条約にない条項を要求していると抗議。かつ、自分も藩主も公儀の命令がなくては交渉の範囲を決定できない、と答えて会談を終了した。
その3日後の4月26日（1854年5月22日）、ペリーが箱館に上陸して再度の会談が行われた。遊歩区域 について議論になったが、これも勘解由は権限がないとして遊歩区域の境界設定を拒否した。ペリーの要求に苦慮した松前藩は、蝦夷地視察のため津軽・三厩に来ていた目付・堀利煕、勘定吟味役・村垣範正に事情を報告した。堀らは部下を箱館に派遣し、アメリカ側に要求は不当であり、箱館港についての取り決めは後日下田で協議したいと回答。ペリーも了承し、5月8日（1854年6月3日）、箱館を出港した。
箱館における勘解由の対応を、アメリカ側は以下の様に批判した。
勘解由の、のらりくらりとした対応は「松前勘解由のコンニャク問答」として幕閣にまで有名となり、ペリー応接の褒美として将軍・徳川家定から御紋付時服を、藩主・崇広からは刀などを賜る。
なお、箱館でペリー艦隊の写真師エリファレット・ブラウン・ジュニアが勘解由を撮影した、日本最古の銀板写真のうちの1枚（重要文化財）、中国人通訳の羅森から送られた扇子（斎藤流松前家資料、松前町指定文化財） が遺されている。

### 筆頭家老
安政3年（1856年）、家老となる。同時期、実父・広伴も家老を勤め、実弟・蠣崎監三も重臣となっていた。松前崇広は、文久3年（1863年）に寺社奉行、元治元年（1864年）に老中に就任。勘解由は筆頭家老として崇広を支えた。勘解由は、祐筆に任せず自ら事務を行い、記憶力に優れ諸事良く処理し、家老としての評価は高かったが、その専横ぶりは反発も生んだ。
慶応元年（1865年）9月、藩主・崇広が兵庫開港要求事件の責任を問われ老中を罷免・蟄居となり、翌慶応2年（1866年）4月に病没する。崇広襲封時の約束 通り、松前徳広が藩主を継いだ。徳広は文人で尊王派として知られていたが、肺結核かつ重度の痔疾で起きるのもままならないため、同年11月に辞意を漏らし、勘解由らは崇広次男の敦千代（松前隆広）の擁立を画策した。しかし日頃から勘解由の執政に批判的な勢力がこれに反発し、勘解由は家老を解任・蟄居となる。

### 正義隊クーデター、自刃
慶応4年（1868年）閏4月、家老に再登用される。大政奉還後の松前藩は、箱館府に守備兵を送り、敦千代を藩主名代として上洛させ、秋田の奥羽鎮撫副総督・澤為量に軍資金を提供と新政府に従う姿勢を見せる一方で、奥羽越列藩同盟にも家老・下国弾正を派遣する日和見政策を取ったが、鈴木織太郎・下国東七郎ら少壮藩士を中心とする尊王派は不満を高め、正義（しょうぎ）隊を結成した。
正義隊は密かに箱館府知事・清水谷公考と接触し協力を取り付け、7月28日（1868年9月14日）にクーデターを決行。正義隊は家老・下国安芸を強要して藩主・徳広に謁見し、勘解由ら佐幕派の一掃と勤王への転向を建白、病気のため判断力が低下していた徳広はこれを採り上げる。建白書が採用されたことを知った勘解由は急遽登城しようとするが果たせず、集まった1千名もの藩士と共に藩の武器弾薬庫である威遠館から武器を奪い、松前城の東にある法華寺から城中への砲撃を企図するが、君臣の分を弁えよと説得され思いとどまる。翌29日に家老を罷免。8月1日に正義隊が佐幕派重臣を襲撃、勘解由も屋敷を襲撃されるが撃退（弟・蠣崎監三は同日誅殺されている）。8月2日に自宅禁固となり、8月3日切腹。死亡時の年齢は40歳を過ぎたあたりとみられる。その後も正義隊による粛清は続き、松前藩は混乱の中、2か月後に箱館戦争を迎えることとなる。
墓は松前氏の菩提寺である、北海道松前町の法幢寺（ほうどうじ）にある。

## 系譜
- 父：蠣崎広伴
- 母：不詳
- 養父：松前広重
- 養祖父：松前広純
- 室：松前広重長女
- 生母不明の子女
  - 四男：敏四郎 - 蠣崎継晃の養子
- 養子
  - 男子：松前冨之助 - 新井田備栄の子